# Vestecká spojka
Vestecká spojka je plánovaná silniční komunikace na hranicích Prahy a Středočeského kraje, která bude v budoucnosti spojovat oblast Jesenice a Vestce jižně od Prahy s největším českým sídlištěm Jižním Městem a zároveň bude sloužit jako obchvat několika městských částí na jihu Prahy. Její význam vzroste po dokončení dálnice D3 do Prahy kolem roku 2030.

## Historie
První projekty Vestecké spojky se objevily již na začátku 70. let 20. století, tehdy jako součást Pražského okruhu. Původně se počítalo s tím, že v trase dnešní Vestecké spojky povede jihovýchodní část Pražského okruhu (JVK). Od tohoto návrhu se ale po roce 1989 kvůli odporu místních obyvatel a obavy ze znehodnocení vzácných přírodních celků Milíčovského lesa a Botiče odstoupilo. Byla navržena trasa okolo Jesenice a Říčan (JVD), která byla také zanesena do územního plánu a od roku 2010 je již část této trasy (západně od dálnice D1) v provozu.
Přestože o stavbě Pražského okruhu bylo rozhodnuto v jiné trase, stále se vedly debaty o nutnosti stavby páteřní komunikace v tomto regionu. Plány na stavbu Vestecké spojky v dnešní podobě se začaly objevovat na konci 20. století. Tlak na její výstavbu se zvýšil na přelomu tisíciletí, kdy začala masivní výstavba v obcích jižně od Prahy. Od roku 1999 je Vestecká spojka zanesena v územním plánu hlavního města Prahy, od roku 2006 i v územním plánu Středočeského kraje.
Investorem této stavby je Středočeský kraj. V současnosti (2018) je vydáno kladné stanovisko EIA (2012) a probíhají výkupy pozemků. Již delší dobu je také schválen investiční záměr této stavby a je zanesena v územním plánu hl. m. Prahy i Středočeského kraje. Územní rozhodnutí v roce 2013 úspěšně napadlo u Krajského soudu v Praze několik vlastníků dotčených pozemků a MČ Praha-Křeslice a Vestecká spojka tak musela být z územního plánu odstraněna. Po přepracování projektu ale byla Vestecká spojka v územním plánu obnovena.
Vývoj výstavby bude záviset na finančních prostředcích a případných odvoláních proti stavbě. Dokončená by Vestecká spojka měla být za 2 roky od zahájení stavebních prací.
Obce a obyvatelé v regionu jsou ke stavbě a významu Vestecké spojky skeptičtí, neboť významně zasahuje do biokoridoru a klidové zóny, které je v této oblasti budována. Také MČ Praha-Křeslice, která se obává prodloužení Vestecké spojky až do Uhříněvsi. Toto prodloužení se ale v současnosti (2018) neplánuje a ani v budoucnosti se s dalším prodlužováním Vestecké spojky nepočítá.
V MČ Praha-Újezd se uskutečnilo v dubnu 2015 referendum o Vestecké spojce, které ale bylo kvůli nízké účasti prohlášeno za neplatné.
Se vznikem této stavby nesouhlasí Jesenice a Vestec, dotčené obce, přes jejichž území by měla tato dopravní stavba případně vést.

## Popis stavby
Vestecká spojka je významný projekt pro region na jižních hranicích Prahy, jižně od hlavního města, ale i pro část Prahy 12. Je rozdělena do 2 samostatných etap. 1. etapa se začne stavět nejdříve v roce 2018, 2. etapa v návaznosti na stavbu dálnice D3 do Prahy. Vestecká spojka je navržena jako silnice II. třídy. V 1. etapě bude postavena v uspořádání 1+1 pruh v kategorii S 9,5/70 s územní rezervou pro uspořádání 2+2 pruhy a kategorii S 24,5/70 v 2. etapě. Návrhová a zároveň i maximální rychlost je tedy 70 km/h, šířka 9,5 metru v 1. a 24,5 metru ve 2. etapě.
Celková délka Vestecké spojky má být po úplném dokončení 6,9 km. (D0 – ul. Formanská). Odhadovaná cena je 812 mil. Kč, předpokládaná délka stavby je 24 měsíců. Očekávaná intenzita dopravy na Vestecké spojce je v 1. etapě průměrně 12–16 tis. aut denně (směrem k dálnici D1 se zvyšuje). Ve 2. etapě, po dokončení dálnice D3 do Prahy a další výstavbě jihovýchodně od Prahy, se očekává nárůst intenzity na 20–24 tis. aut za den.

### Trasa Vestecké spojky
Vestecká spojka začíná na exitu 3 Pražského okruhu (D0) a pokračuje 1,6 km dlouhou částí, dokončenou současně s Pražským okruhem v roce 2010 (tzv. Vestecký přivaděč). Tato část je již od začátku čtyřproudá a nemá se tedy ve druhé etapě rozšiřovat. Vestecká spojka je v současnosti (2018) provizorně ukončena kruhovým objezdem se silnicí II/603. V budoucnu zde má vzniknout mimoúrovňová křižovatka s cílem zamezit kolonám na tomto frekventovaném křížení. Vestecká spojka dále má vést mezi Hrnčíři a Vestcem, kde má být kvůli omezení hlukové zátěže lehce zahloubena do země. Má zde také vzniknout křižovatka se silnicí K Šeberovu, která ale má být mimoúrovňová až při uspořádání 2+2 pruhy. Silnice má pokračovat kolem Hrnčíř ke křižovatce s ulicí K Labeškám mezi Hrnčíři a Rozkoší, která v první etapě také nemá být mimoúrovňová. Obě dvě křižovatky mají být v 1. etapě řešeny kruhovými objezdy o průměru 35 metrů a na několika místech podél trasy Vestecké spojky mají vzniknout protihlukové bariéry.
Vestecká spojka má pokračovat dále k mimoúrovňovému exitu do nové navazující komerční zóny Průhonice-západ, kde má vzniknout hypermarket, doplňkové obchody a kanceláře. Dále, asi 300 metrů k dálnici D1, má pokračovat jako čtyřproudá již v 1. etapě. Na dálnici D1 se Vestecká spojka má napojit na kilometru 3,7 (exit 4). Za exitem 4 má silnice pokračovat už jen jako jednoproudá každým směrem ještě asi 400 m a má být ukončena na kruhovém objezdu se silnicí Formanská, vedoucí z Újezdu do Kateřinek. Tento úsek se ale na čtyři pruhy v budoucnu rozšiřovat nemá.

## Význam Vestecké spojky
Komunikace bude sloužit zejména:
- jako obchvat Šeberova a Hrnčíř

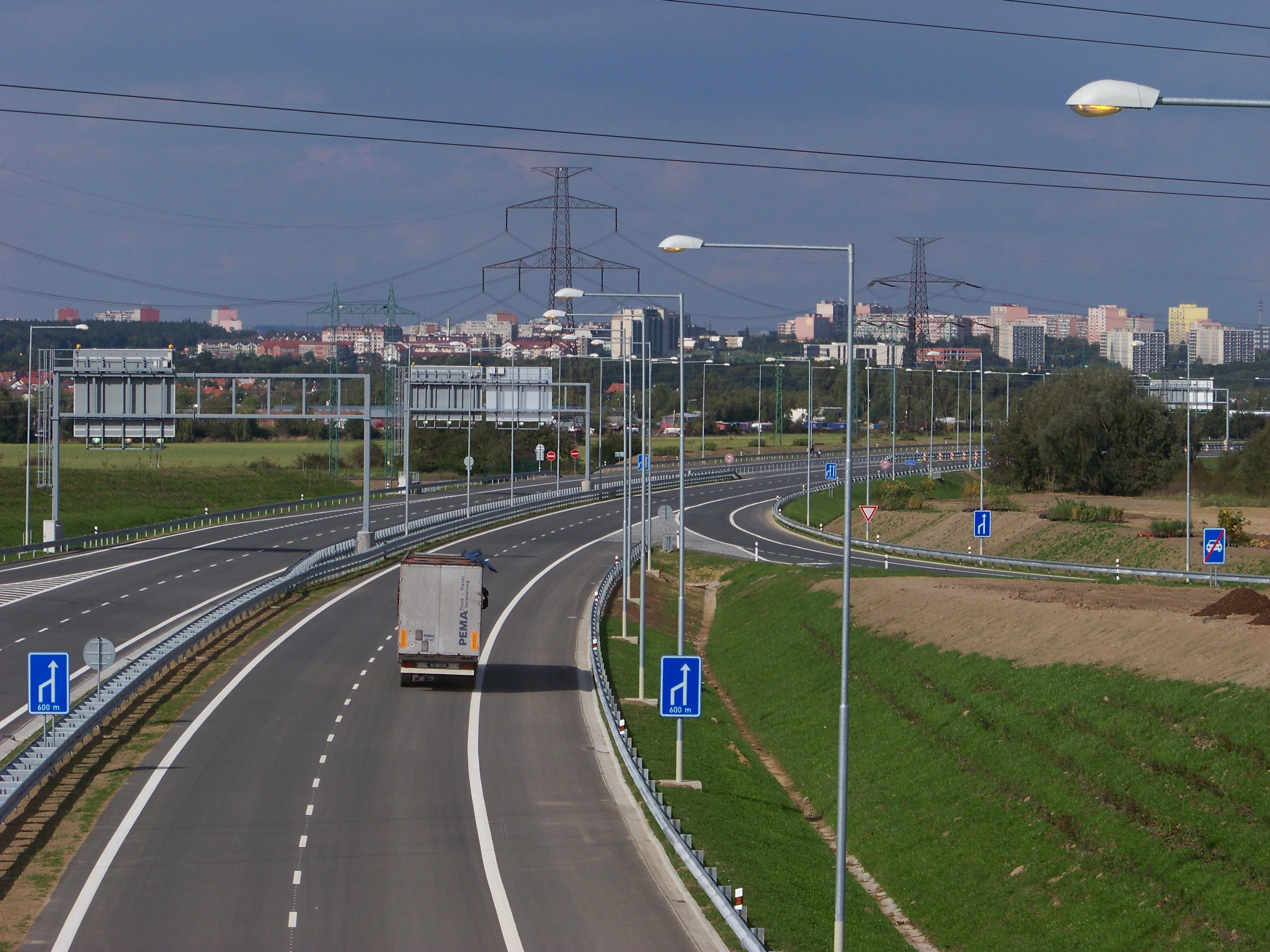
Tzv. Vestecký přivaděč, dokončená část Vestecké spojky

- pro řidiče směřující do východní části Prahy, kteří dosud jezdili po ulici Vídeňská (603)
- jako obchvat Kateřinek a části ulice Opatovská na Jižním Městě
- pro obsluhu nové navazující komerční zóny

Vestecká spojka má nejvýrazněji pomoci dopravní situaci v Hrnčířích a Šeberově, kde má zamezit každodenním kolonám. Před otevřením jižní části Pražského okruhu (2010) tudy projíždělo 12 tisíc aut denně. Po jeho otevření se dopravní zatížení snížilo na cca 10 tis. aut denně, ale kvůli stále probíhající výstavbě v Jesenici, Osnici, Zdiměřicích a dalších obcích se zde situace zhoršuje. V roce 2018 tudy projíždělo 13 tis. aut denně a intenzita dopravy neustále vzrůstala. Po otevření Vestecké spojky je očekáván dlouhodobý pokles intenzity dopravy na 6-8 tis. aut denně. Obdobná je situace na příjezdu na Jižní Město od Újezdu.
Důležitá je Vestecká spojka také pro obyvatele Jesenice a okolí, kterým se má významně zkrátit cesta do Prahy. Na Vesteckou spojku má být převedena i část dopravy, která dnes směřuje do východní části Prahy ulicemi Vídeňská a Kunratická spojka, a uleví také kapacitně nedostačujícím silnicím za jižními hranicemi Prahy. Má sloužit i jako obchvat Kateřinek a části Jižního Města (po dokončení k ulici Formanská) a obsluhovat také nově vzniklou komerční zónu.

### Význam po dokončení dálnice D3
Vestecká spojka je klíčová také z důvodu budoucího napojení dálnice D3 na Pražský okruh u Jesenice okolo roku 2030. Právě v souvislosti se zprovozněním dálnice D3 do Prahy má být otevřena 2. etapa Vestecké spojky – zkapacitnění na uspořádání 2+2 pruhy po celé její délce a přestavba všech křižovatek na mimoúrovňové.
Na dálnici D3 u Prahy je očekávaná intenzita dopravy 35 tis. aut denně. Z tohoto počtu by měli směřovat na Vesteckou spojku řidiči mířící po magistrále do centra, na Prahu 10 a 11 - cca 5 tis. aut denně. Bez Vestecké spojky hrozí zahlcení ulice Vídeňská (603) a dopravní kolaps v této části Prahy.

### Kritika
Proti stavbě se objevuje kritika, která zpochybňuje především její význam. Stavba má být vedena přibližně v původní trase Pražského okruhu, čímž prakticky zhnehodnocuje původní rozhodnutí vést Pražský okruh jižně od Jesenice a Průhonic (zejména pak při zvažovaném prodloužení až k MÚK Uhříněves na Pražském okruhu).
Další pochybnosti panují ohledně toho, jak moc ve skutečnosti odlehčí Vídeňské ulici – pro propojení Pražského a Městského okruhu mají v současném silničním systému kolem Prahy sloužit směrově oddělené radiály a ty jsou z jihu již 2 (chuchelská a chodovská). Trasa po Vestecké spojce bude o 5 km kratší než po Pražském okruhu, ale stále o 5 km delší než po Vídeňské ulici.
Odlehčení Hrnčířům a Šeberovu se podle dopravních expertů také nemusí uskutečnit. Z 13 tis. projíždějících aut je pravděpodobně jen menší část místní doprava (celá Jesenice má 10,5 tis. obyvatel) a většina projíždějících má možnost jet po kapacitních komunikacích už teď, ale jen tudy objíždí kolony. Zkušenosti však nasvědčují tomu, že kolony budou i na Vestecké spojce (zejména v místě napojení na chodovskou radiálu) i na samotné chodovské radiále, kde se budou jízdní proudy slévat.